# Lando Calrissian
Lando Calrissian és un personatge de ficció de la Guerra de les Galàxies interpretat per Billy Dee Williams.
Traeix el seu amic Han Solo per salvar de les urpes de l'Imperi Galàctic la colònia que administrava al planeta Bespin, la Ciutat del Núvols.
Després, quan s'adona que Darth Vader ha tergiversat el seu pacte, se sent culpable, i permet escapar a Leia Organa i Chewbacca de les forces imperials establertes a Bespin, i els acompanya a Tatooine per rescatar a Han Solo, congelat en carbonita.
Després de rescatar Han Solo del palau de Jabba el Hutt en el planeta Tatooine, es dirigeixen a la flota de l'Aliança estacionada prop del planeta Sullust.
Durant la batalla d'Endor, Lando Calrissian condueix el Falcó Mil·lenari i destrueix la Segona Estrella de la Mort.

## Història
Lando Calrissian rescata Han Solo quan Boba Fett vol matar-lo a petició d'uns sacerdots de Ylesia. Amo del Falcó mil·lenari Calrissian va aprendre a pilotar la nau gràcies a les classes que va rebre de Han Solo, qui se l'arrabassaria després de guanyar una partida de sabacc a Bespin, la ciutat núvol. Abans de perdre-la va ser on Lando Calrissian va acompanyar els mestres jedis Yoda i Mace Windu al sistema Kamino.

A L'Imperi contraataca, Calrissian rep la visita d'Han Solo, Leia Organa, Chewbacca i C-3PO a Bespin. Necessiten ajuda per reparar el Falcó Mil·lenari, però el que ells no saben és que Darth Vader els ha estès una emboscada: Lando Calrissian ha de lliurar els rebels a canvi que Bespin no sigui destruïda. Quan descobreix que Vader l'ha traït, i sentint-se culpable per posar la vida del seu amic Solo en perill, decideix rescatar Leia i Chewbacca així com a C-3PO i anar a buscar Han, qui ha estat lliurat a Jabba el Hutt.